# Liste des maires d'Angers
Pour un article plus général, voir Angers.
Liste des maires d'Angers est la liste des maires de la ville française d'Angers. Depuis 1475, l’institution municipale a vu 176 maires se succéder, de Guillaume de Cerisay à Christophe Béchu.

## Ancien Régime
Angers reçoit sa charte communale du roi de France Louis XI en février 1475. Mais le libre exercice de l’élection du maire et des échevins n’est obtenu qu’en 1484, grâce à Charles VIII, mais on est encore loin d'une élection au suffrage universel.
L'office de maire d'Angers donnait la noblesse.
| Période | Période | Identité                                   | Étiquette | Qualité                                                             |
| ------- | ------- | ------------------------------------------ | --------- | ------------------------------------------------------------------- |
| 1475    | 1484    | Guillaume de Cerisay                       |           | Notaire et greffier                                                 |
| 1484    | 1485    | Guillaume de Lépine                        |           |                                                                     |
| 1485    | 1486    | Jean Bernard                               |           |                                                                     |
| 1486    | 1487    | Jean Binel                                 |           |                                                                     |
| 1494    | 1495    | Mathurin de Pincé                          |           | Bailli de Château-Gontier                                           |
| 1497    | 1498    | Olivier Barrault                           |           | Trésorier du roi                                                    |
| 1504    | 1506    | Olivier Barrault                           |           | Trésorier du roi                                                    |
| 1511    | 1511    | Pierre de Pincé                            |           | Lieutenant du juge ordinaire                                        |
| 1511    | 1512    | Jean de Pincé                              |           | Lieutenant criminel à la sénéchaussée d’Anjou                       |
| 1513    | 1514    | Jean Cadu de la Touche                     |           |                                                                     |
| 1515    | 1516    | Jean de Pincé                              |           | Lieutenant criminel à la sénéchaussée d’Anjou                       |
| 1516    | 1517    | Jean Ragot                                 |           |                                                                     |
| 1517    | 1518    | Thibault Cailleau                          |           |                                                                     |
| 1518    | 1519    | Robert Thevin                              |           |                                                                     |
| 1519    | 1520    | Pierre Poyet                               |           |                                                                     |
| 1520    | 1521    | Pierre Loriot                              |           |                                                                     |
| 1521    | 1522    | Jean Camus                                 |           |                                                                     |
| 1522    | 1524    | Pierre Tanpier                             |           |                                                                     |
| 1524    | 1525    | René Leloup                                |           |                                                                     |
| 1525    | 1527    | Jean Cadu                                  |           |                                                                     |
| 1527    | 1528    | Jean Richaudeau du Tremblay                |           |                                                                     |
| 1528    | 1529    | Jacques Le Camus                           |           |                                                                     |
| 1529    | 1532    | Jean Cadu                                  |           |                                                                     |
| 1529    | 1532    | Pierre Poyet                               |           | Avocat et conseiller du roi, sénéchal et lieutenant général d'Anjou |
| 1536    | 1538    | Hervé de Pincé                             |           |                                                                     |
| 1538    | 1538    | Jean de Pincé                              |           | Lieutenant criminel à la sénéchaussée d’Anjou                       |
| 1538    | 1540    | Christophe de Pincé                        |           | Lieutenant criminel à la sénéchaussée d’Anjou                       |
| 1541    | 1543    | Pierre Poyet                               |           | Avocat et conseiller du roi, sénéchal et lieutenant général d'Anjou |
| 1546    | 1546    | René Chevalier                             |           |                                                                     |
| 1546    | 1548    | Guillaume Lesrat                           |           |                                                                     |
| 1548    | 1550    | René Leloup                                |           |                                                                     |
| 1550    | 1551    | René Guyet                                 |           |                                                                     |
| 1556    | 1557    | René Ayrault                               |           | Procureur du Roi                                                    |
| 1567    | 1561    | Guy Lanier                                 |           |                                                                     |
| 1561    | 1563    | Jean Gohin                                 |           |                                                                     |
| 1563    | 1565    | Julien Goupilleau                          |           | Receveur des tailles à l’élection d’Angers                          |
| 1578    | 1582    | Jean Ayrault                               |           | Procureur du Roi                                                    |
| 1589    | 1590    | Jacques Ernault                            |           | Lieutenant criminel                                                 |
| 1592    | 1594    | René Gohin                                 |           |                                                                     |
| 1604    | ?       | René Bautru des Matras                     |           | Avocat, conseiller au Présidial                                     |
| 1615    | 1617    | Pierre II Ayrault                          |           | Lieutenant criminel                                                 |
| 1629    |         | Le Nepveu                                  |           |                                                                     |
| 1651    | 1652    | Michel Bruneau                             |           | Avocat au présidial                                                 |
| 1652    | 1653    | Guillaume Ménage                           |           | Lieutenant particulier au présidial                                 |
| 1653    | 1655    | Michel Gohin                               |           | Conseiller au présidial                                             |
| 1669    | 1673    | Nicolas Cupif                              |           | Seigneur de Teildras                                                |
| 1693    | 1702    | François Raimbault                         |           | Avocat et banquier                                                  |
| 1715    | 1729    | René Robert des Marchais                   |           | Professeur d’université en droit                                    |
| 1751    | 1755    | Vincent Benoist                            |           | Avocat au présidial                                                 |
| 1763    | 1769    | Charles Guillaume Gontard des Chevalleries |           | Avocat au présidial                                                 |
| 1771    | 1777    | Jean-François Allard                       |           |                                                                     |
| 1781    | 1785    | Anselme René Bucher de Chauvigné           |           | Conseiller du roi                                                   |
| 1785    | 1790    | Charles-Félix Claveau                      |           |                                                                     |

## De la Révolution française au Second Empire
Pendant cette période, les maires sont nommés par le gouvernement ou le préfet. Le conseil municipal est élu au suffrage censitaire jusqu'en 1849 où la Seconde République instaure le suffrage universel masculin.
| Période                                  | Période | Identité                                  | Étiquette      | Qualité |
| ---------------------------------------- | ------- | ----------------------------------------- | -------------- | --- |
| Les données manquantes sont à compléter. |         |                                           |                | |
| 1790                                     | 1791    | Louis-Charles-Auguste de Houlières        |                | Militaire Député de Maine-et-Loire aux assemblées de la Révolution française |
| 1791                                     | 1792    | Urbain-René Pilastre de la Brardière      | Opposition     | Député de Maine-et-Loire (1789 → 1793 et 1799 → 1803) |
| 1792                                     | 1792    | Thomas-Marie-Gabriel Desmazières          | Conservateur   | Conseiller au présidial d'Angers Député de Maine-et-Loire (1789 → 1791 et 1799 → 1803) |
| 1797                                     | 1797    | Joseph François Joubert-Bonnaire          | Bonapartiste   | Industriel-toile Député de Maine-et-Loire (1797 → 1799 et 1808 → 1815) Conseiller général de Maine-et-Loire Créateur de la bourse de commerce d'Angers Chevalier d'Empire.                                                        |
| Les données manquantes sont à compléter. |         |                                           |                | |
| 1801                                     | 1808    | Joseph François Joubert-Bonnaire          | Bonapartiste   | Industriel-toile Député de Maine-et-Loire (1797 → 1799 et 1808 → 1815) Conseiller général de Maine-et-Loire Créateur de la bourse de commerce d'Angers Chevalier d'Empire.                                                        |
| 1808                                     | 1813    | Urbain-Lézin Boreau de la Besnardière     |                | |
| 1813                                     | 1815    | Anselme François René Papiau de La Verrie | Modéré         | Militaire Député de Maine-et-Loire (1815 → 1820) Chevalier de la Légion d'honneur |
| 1815                                     | 1816    | Joseph-Pierre Joubert-Bonnaire            | Modéré         | Industriel du textile. |
| 1816                                     | 1830    | Prégent Brillet de Villemorge             | Ultraroyaliste | Chevalier de Villemorge et seigneur du Ménil Officier de l'armée royale Député de Maine-et-Loire (1824 → 1830) |
| 1830                                     | 1832    | Alexandre Auguste Joubert-Bonnaire        |                | Industriel du textile. |
| 1832                                     | 1837    | Augustin Giraud                           | Centre-droit   | Industriel du textile Député de Maine-et-Loire (1831 → 1837 et 1849 → 1851) Conseiller général d'Angers-Nord-Est (1833 → 1852) Officier de la Légion d'honneur                                                                    |
| 1838                                     | 1843    | Antoine Farran                            | Libéral        | Négociant, membre à la chambre des arts et manufactures d'Angers (1829 → 1832) Député de Maine-et-Loire (1837 → 1851) Conseiller d'arrondissement                                                                                 |
| 1843                                     | 1848    | Augustin Giraud                           | Centre-droit   | Industriel du textile Député de Maine-et-Loire (1831 → 1837 et 1849 → 1851) Conseiller général d'Angers-Nord-Est (1833 → 1852) Officier de la Légion d'honneur                                                                    |
| 1851                                     | 1859    | Ernest-Eugène Duboys                      | Bonapartiste   | Magistrat Député de Maine-et-Loire (1852 → 1859) |
| 1859                                     | 1870    | René Montrieux                            | Orléaniste     | président de la compagnie des ardoisières d'Angers Député de Maine-et-Loire (1871 → 1876) Conseiller général d'Angers-Nord-Est (1863 → 1871) Président du conseil d'arrondissement (1847 → 1864) Chevalier de la Légion d'Honneur |

## De la Troisième République au Régime de Vichy
Après la chute du Second Empire, la Troisième République instaure en 1871 l'élection des maires et maires-adjoints de la plupart des communes par leurs conseils municipaux et en leur sein, à la suite de l'élection des conseillers municipaux au suffrage universel. Cette règle est généralisée à l'ensemble des communes (sauf Paris) par la loi municipale du 5 avril 1884, dont les principes fondamentaux inspirent toujours la législation actuelle.
| Période | Période | Identité                           | Étiquette                  | Qualité |
| ------- | ------- | ---------------------------------- | -------------------------- | --- |
| 1870    | 1874    | Alexis Maillé.                     | Républicains progressistes | Lieutenant dans l'armée de terre Chef d'une entreprise de meuiserie Député de Maine-et-Loire (1874 → 1886) Conseiller général d'Angers-Nord-Est (1871 → 1886) Membre fondateur de la chambre syndicale des entrepreneurs                          |
| 1874    | 1874    | Achille Alexandre Joubert-Bonnaire | Orléaniste                 | Industriel du textile Juge au tribunal de commerce, administrateur de la succursale de la Banque de France Sénateur de Maine-et-Loire (1876 → 1983)                                                                                               |
| 1879    | 1883    | Jules Guitton                      | Républicain                | Avocat Démissionnaire |
| 1883    | 1884    | Louis Monprofit                    |                            | Enseignant, huissier Officier de la Légion d'honneur Maire par intérim |
| 1884    | 1888    | Alexis Maillé                      | Républicain progressiste   | Lieutenant dans l'armée de terre Chef d'une entreprise de meuiserie Député de Maine-et-Loire (1874 → 1886) Conseiller général d'Angers-Nord-Est (1871 → 1886) Membre fondateur de la chambre syndicale des entrepreneurs                          |
| 1888    | 1895    | Jean Guignard                      | Républicain progressiste   | Chirurgien en chef de l'hôpital d'Angers, professeur de médecine Député de Maine-et-Loire (1893 → 1898) Chevalier de la Légion d'honneur |
| 1896    | 1900    | Jean Joxé                          | Radical                    | Directeur départemental des Postes Député de Maine-et-Loire (1898 → 1902) |
| 1900    | 1904    | Charles Bouhier                    | Républicain                | Avoué |
| 1904    | 1908    | Jean Joxé                          | Radical                    | Directeur départemental des Postes Député de Maine-et-Loire (1898 → 1902) |
| 1908    | 1912    | Jacques-Ambroise Monprofit         | Républicain progressiste   | Chirurgien en chef de l'Hôtel-Dieu à Angers Professeur de clinique chirurgicale à l’École de médecine d'Angers Député de Maine-et-Loire (1910 → 1914 et 1919 → 1922) Officier de la Légion d'honneur, Croix de guerre 1914-1918                   |
| 1912    | 1914    | Louis Barot                        | Radical-socialiste         | Médecin-major de la marine militaire, écrivain Mobilisé en 1914. |
| 1914    | 1917    | Alphonse Blanc                     |                            | Négociant en cuirs Assure l'intérim de Louis Barot, mobilisé. Démissionnaire en 1917 |
| 1917    | 1925    | Victor Bernier                     | Radical                    | Pharmacien Conseiller général d'Angers-Nord-Ouest (1910 → 1919 et 1922 → 1940) Maire par intérim après la démission de A. Blanc, puis élu maire en 1919.                                                                                          |
| 1925    | 1929    | René Levavasseur                   | Radical-socialiste         | Horticulteur Chevalier de la Légion d'honneur |
| 1929    | 1935    | Eugène Proust                      | Conservateur               | Avocat Président de la La Société philatélique de l’Anjou |
| 1935    | 1945    | Victor Bernier                     | Radical-socialiste         | Pharmacien Conseiller général d'Angers-Nord-Ouest (1910 → 1919 et 1922 → 1940) Nommé à la Commission administrative départementale par le Gouvernement de Vichy (1941 → 1942) Nommé conseiller départemental en 1943 par le Gouvernement de Vichy |

## De la Libération à nos jours
Les maires sont élus par les conseils municipaux, dont les membres sont eux-mêmes élus au suffrage universel mixte (depuis 1945).
|  | Nom | Nom                              | Parti                | Début du mandat   | Fin du mandat     | Qualité |
|  | --- | -------------------------------- | -------------------- | ----------------- | ----------------- | --- |
|  |     | Auguste Allonneau (1885-1963)    | SFIO                 | mai 1945          | octobre 1947      | Enseignant Député de Maine-et-Loire (1945-1951) Conseiller général d'Angers-Nord-Est (1945-1951) |
|  |     | Victor Chatenay (1886-1985)      | RPF puis RS          | octobre 1947      | mars 1959         | Militaire, résistant et chef d'entreprise Sénateur de Maine-et-Loire (1948-1951) Député de Maine-et-Loire (1951-1959) Démissionnaire à la suite de sa nomination au Conseil constitutionnel. |
|  |     | Jacques Millot (1907-1963)       | UNR                  | mars 1959         | 21 mars 1963      | Avocat Député de Maine-et-Loire (1960-1963) Décédé en fonction. |
|  |     | Jean Turc (1923-2005)            | CNIP                 | 14 mai 1963       | 13 mars 1977      | Horticulteur Député de Maine-et-Loire (1956-1962) Conseiller général d'Angers-Ouest (1955-1998) |
|  |     | Jean Monnier (1930-2018)         | PS puis DVG          | 20 mars 1977      | 21 septembre 1998 | Ébéniste Conseiller général d'Angers-2 (1973-1985) Conseiller général d'Angers-Est (1985-1988) |
|  |     | Jean-Claude Antonini (1940-2019) | PS                   | 21 septembre 1998 | 20 janvier 2012   | Médecin Conseiller régional des Pays-de-la-Loire (1998-2010) Conseiller général d'Angers-Est (1988-1998) Président d'Angers Loire Métropole (2001-2014) Démissionnaire. |
|  |     | Frédéric Béatse (1970)           | PS                   | 26 janvier 2012   | 4 avril 2014      | Chef d'entreprise et assistant parlementaire Conseiller régional des Pays-de-la-Loire (2010-2021) Conseiller général d'Angers-Sud (2004-2010) |
|  |     | Christophe Béchu (1974)          | UMP puis LR puis HOR | 4 avril 2014      | 18 juillet 2022   | Chef d'entreprise Sénateur de Maine-et-Loire (2011-2017) Député européen (2009-2011) Conseiller régional des Pays-de-la-Loire (2010-2011) Conseiller général d'Angers-Nord-Ouest (2001-2014) Président du Conseil général de Maine-et-Loire (2004-2014) Président d'Angers Loire Métropole (2014-2022) Président de l'AFITF (2018-2022) Démissionnaire après sa nomination au gouvernement Ministre de la Transition écologique et de la Cohésion des territoires (2022-2024) |
|  |     | Jean-Marc Verchère (1948)        | MoDem                | 18 juillet 2022   | 23 septembre 2024 | Ingénieur INSA-Lyon Maire de Saint-Mathurin-sur-Loire (1989-2008) Président d'Angers Loire Métropole (depuis 2022) |
|  |     | Christophe Béchu (1974)          | HOR                  | 23 septembre 2024 | En cours          | Chef d'entreprise Sénateur de Maine-et-Loire (2011-2017) Député européen (2009-2011) Conseiller régional des Pays-de-la-Loire (2010-2011) Conseiller général d'Angers-Nord-Ouest (2001-2014) Président du Conseil général de Maine-et-Loire (2004-2014) Président d'Angers Loire Métropole (2014-2022) Président de l'AFITF (2018-2022) Ministre de la Transition écologique et de la Cohésion des territoires (2022-2024)                                                    |